# Liste der Bodendenkmäler in Bechhofen (Mittelfranken)
Auf dieser Seite sind die Bodendenkmäler in dem mittelfränkischen Markt Bechhofen zusammengestellt. Diese Tabelle ist eine Teilliste der Liste der Bodendenkmäler in Bayern. Grundlage ist die Bayerische Denkmalliste, die auf Basis des Bayerischen Denkmalschutzgesetzes vom 1. Oktober 1973 erstmals erstellt wurde und seither durch das Bayerische Landesamt für Denkmalpflege geführt wird. Die folgenden Angaben ersetzen nicht die rechtsverbindliche Auskunft der Denkmalschutzbehörde.

## Bodendenkmäler in Bechhofen

### Bodendenkmäler in der Gemarkung Bechhofen
| Lage                 | Objekt | Akten-Nr.     | Bild |
| -------------------- | --- | ------------- | ---- |
| Bechhofen (Standort) | Mittelalterliche und frühneuzeitliche Befunde im Bereich der Marktsiedlung von Bechhofen.                                     | D-5-6829-0220 |      |
| Bechhofen (Standort) | Mittelalterliche und frühneuzeitliche Befunde im Bereich der Evangelisch-Lutherischen Nebenkirche St. Katharina in Bechhofen. | D-5-6829-0221 |      |
| Bechhofen (Standort) | Mittelalterliche und frühneuzeitliche archäologische Befunde im Bereich der ehemalige Synagoge in Bechhofen.                  | D-5-6829-0222 |      |
| Bechhofen (Standort) | Mittelalterliche Wasserburg, frühneuzeitliches Schloss.                                                                       | D-5-6829-0223 |      |
| Bechhofen (Standort) | Untertägige Teile der spätmittelalterlichen Marktbefestigung von Bechhofen.                                                   | D-5-6829-0253 |      |

### Bodendenkmäler in der Gemarkung Birkach
| Lage               | Objekt                                                        | Akten-Nr.     | Bild |
| ------------------ | ------------------------------------------------------------- | ------------- | ---- |
| Birkach (Standort) | Mittelalterlicher Burgstall.                                  | D-5-6829-0016 |      |
| Birkach (Standort) | Freilandstation des Mesolithikums, Siedlung des Neolithikums. | D-5-6829-0219 |      |
| Birkach (Standort) | Burgstall des Mittelalters.                                   | D-5-6829-0255 |      |

### Bodendenkmäler in der Gemarkung Großenried
| Lage                  | Objekt | Akten-Nr.     | Bild |
| --------------------- | --- | ------------- | ---- |
| Großenried (Standort) | Freilandstation des Mesolithikums, Siedlung des Neolithikums.                                                                     | D-5-6829-0020 |      |
| Großenried (Standort) | Siedlung vor- und frühgeschichtlicher Zeitstellung.                                                                               | D-5-6829-0190 |      |
| Großenried (Standort) | Burgstall des Mittelalters, mittelalterliche und frühneuzeitliche Befunde im Bereich der Katholischen Pfarrkirche St. Laurentius. | D-5-6829-0226 |      |

### Bodendenkmäler in der Gemarkung Königshofen a.d.Heide
| Lage                             | Objekt | Akten-Nr.     | Bild |
| -------------------------------- | --- | ------------- | ---- |
| Königshofen a.d.Heide (Standort) | Mittelalterliche und frühneuzeitliche Befunde im Bereich der Evangelisch-Lutherischen Pfarrkirche (ehemalige Wallfahrtskirche Beatae Mariae Virginis) und Kloster des Mittelalters. | D-5-6829-0229 |      |

### Bodendenkmäler in der Gemarkung Sachsbach
| Lage                 | Objekt | Akten-Nr.     | Bild |
| -------------------- | --- | ------------- | ---- |
| Sachsbach (Standort) | Turmhügelburg des Mittelalters mit Haupt- und Vorburgareal.                                                            | D-5-6829-0023 |      |
| Sachsbach (Standort) | Mittelalterliche und frühneuzeitliche Befunde im Bereich der Evangelisch-Lutherischen Filialkirche St. Georg und Veit. | D-5-6829-0024 |      |
| Sachsbach (Standort) | Freilandstation des Mesolithikums, Siedlung des Neolithikums.                                                          | D-5-6829-0025 |      |

### Bodendenkmäler in der Gemarkung Thann
| Lage             | Objekt | Akten-Nr.     | Bild |
| ---------------- | --- | ------------- | ---- |
| Thann (Standort) | Mittelalterliche Burg, frühneuzeitliches Schloss.                                                            | D-5-6729-0024 |      |
| Thann (Standort) | Freilandstation des Mesolithikums und Siedlung des Neolithikums.                                             | D-5-6729-0025 |      |
| Thann (Standort) | Freilandstation des Mesolithikums, Siedlung des Neolithikums und der Urnenfelderzeit.                        | D-5-6729-0118 |      |
| Thann (Standort) | Mittelalterliche und frühneuzeitliche Befunde im Bereich der Evangelisch-Lutherischen Pfarrkirche St. Peter. | D-5-6729-0120 |      |

### Bodendenkmäler in der Gemarkung Wiesethbruck
| Lage                    | Objekt                       | Akten-Nr.     | Bild |
| ----------------------- | ---------------------------- | ------------- | ---- |
| Wiesethbruck (Standort) | Mittelalterlicher Burgstall. | D-5-6829-0026 |      |